# تپه کهنی کیسل
تپه کهنی کیسل در شهرستان خرم‌آباد، بخش دوره چگنی، دهستان کشکان، ۴۰۰ متری شرق روستای ورپل واقع شده و این اثر در تاریخ ۲۲ اسفند ۱۳۸۵ با شمارهٔ ثبت ۱۸۱۴۸ به‌عنوان یکی از آثار ملی ایران به ثبت رسیده است.